# 北京大学燕京学堂
北京大学燕京学堂（ぺきんだいがくえんけいがくどう、イェンチンアカデミー、Yenching Academy of Peking University、略称：YCA）は、中国の北京市に位置する北京大学が設置する全額給付型奨学金制の修士フェローシップ・プログラムである。燕京学堂は「中国学に関する学際的な修士プログラムを通して中国と全世界に架け橋をもたらすこと」をスローガンに世界中のリーダーの育成を目的に設立された。毎年120人程度の学生が、世界中から能力や過去の実績をもとに選抜され、その約8割が中国以外からの留学生となっている。
中国における最も倍率が高いトップエリートプログラムとして認知されており合格率は2.7%以下である。日本人からは毎年およそ1名ほど選出されている。
また、同プログラムに在籍する学生はイェンチン・スカラーズ（Yenching Scholars）と呼ばれている。
北京大学のイェンチン・フェローシップのような、大学が主体となった国際的な全額給付型奨学金制のフェローシップ・プログラムはこれまで欧米を中心に設立・運営されてきた。代表的なものに、オックスフォード大学のローズ奨学金やスタンフォード大学のナイト・ヘネシー奨学金などがある。

## プログラム概要
同プログラムの披露セレモニーは、2014年5月5日に北京大学の英傑交流センターで行われ、プログラムは2015年に正式に開始された。

### カリキュラム
燕京学堂のプログラムは、「人文系の学問を中心に（中略）中国理解を目的とした」ものである。授業は基本的に英語で行われるが、中国語で行う授業も一部提供されている。
イェンチン・スカラーズは、プログラム応募時に6種類の専攻の中から1つを選択し、プログラム修了までにその専攻に即した論文を執筆する。しかし、自身の専攻以外の授業も履修することができるため、「学際的」なプログラムとされている。燕京学堂が提供する専攻は以下の6種類である。
- 政治・国際関係（Politics and International Relations）
- 法律・社会（Law and Society）
- 経済・経営（Economics and Management）
- 歴史・考古学（History and Archaeology）
- 文学・文化（Literature and Culture）
- 哲学・宗教（Philosophy and Religion）

同プログラムは最長2年間であり、初年度は原則としてキャンパス内にある寮への居住、授業への参加が求められる。2年目は中国人学生（香港、マカオ、台湾からの学生を含む）以外は北京外に居住してもよく、論文試験に合格し次第、毎年1月および7月に学位が授与され卒業となる。したがって、入学から修了証書授与までの時間は最短で1年半かかるが、外部の英語サイトに1年間のプログラムであるという趣旨の記載があるのは、論文作成に費やす時間を除いたキャンパスにおける授業の長さのことを指していると考えることができる。

### 取得できる学位
イェンチン・スカラーズは、所定の要件を満たせば、自身の専攻に応じた中国学の修士号が北京大学より授与される。学位の種類は以下の通りである。
- 政治・国際関係専攻：法学修士（中国学 [政治・国際関係]）; Master of Law in China Studies (Politics & International Relations)
- 法律・社会専攻：法学修士（中国学 [法律・社会]）; Master of Law in China Studies (Law & Society)
- 経済・経営専攻：経済学修士（中国学 [経済・経営]）; Master of Economics in China Studies (Economics & Management)
- 歴史・考古学専攻：歴史学修士（中国学 [歴史・考古学]）; Master of History in China Studies (History & Archaeology)
- 文学・文化専攻：文学修士（中国学 [文学・文化]）; Master of Literature in China Studies (Literature and Culture)
- 哲学・宗教専攻：哲学修士（中国学 [哲学・宗教]）; Master of Philosophy in China Studies (Philosophy & Religion)

## イェンチン・フェローシップ
イェンチン・スカラーズは以下のイェンチン・フェローシップ（燕京奨学金、Yenching Fellowship）を初年度に受け取ることができる。
- 学費

- 寮費

- 居住国（原則、自身が国籍を持つ国）から北京までの1回分の往復旅費

- 基礎的な医療保険

- 毎月の生活費

- 研究調査費

また、初年度の成績が良好で、かつ、2年目も北京に居住する予定の者は、2年目に以下のイェンチン・フェローシップを申請することができる。
- 学費

- 寮費

- 基礎的な医療保険

- 毎月の生活費